# Vlag van Dantumawoude

Vlag van Dantumawoude

De vlag van Dantumawoude is de vlag van het voormalige Nederlandse dorp Dantumawoude, in de Friese gemeente Dantumadeel. De vlag werd in 1996 geregistreerd als de vlag van de Vereniging van Dorpsbelangen wijk Dantumawoude daar Dantumawoude niet de dorpsstatus heeft. Het ontwerp van de vlag is van de hand van  R.J. Broersma.

## Beschrijving
De beschrijving van de vlag is als volgt:
Verdeeld in twee banen geel en rood door middel van een zaagtand-doorsnijding, zo, dat het rode drie punten heeft. De hoogte van de punten is gelijk aan 3/4 vlaghoogte. Op 1/10 vlaghoogte van de bovenrand van de vlag een versmalde horizontale groene baan van 1/10 vlaghoogte. In de rechter onderhoek een witte burcht van 11/30 vlaghoogte, geopend en verlicht van het veld.
De kleuren zijn afkomstig van het dorpswapen.

## Symboliek

Drie rode punten: staan voor de drie dorpskernen van Damwoude: Akkerwoude, Murmerwoude en Dantumawoude.
- Burcht: geeft aan waar Dantumawoude gelegen was binnen de drie dorpskernen.
- Groene baan: een vereenvoudigde weergave van het elzenblad uit het dorpswapen van Dantumawoude.[3]